# Острів Вугільної Копі
О́стрів Ву́гільної Ко́пі (рос. Остров Угольной Копи) — острів в Північному Льодовитому океані, у складі архіпелагу Земля Франца-Йосифа. Адміністративно відноситься до Приморського району Архангельської області Росії.

## Географія
Острів знаходиться в центральній частині архіпелагу, входить до складу Землі Зичі. Розташований в протоці Бута між островами Циглера та Грілі.
Острів округлої форми, на півдні міститься скеля висотою 393 м. Острів вільний від льодовиків.